# Pop i disco
Pop i disco – singel polskiego piosenkarza Arkadiusza Kłusowskiego. Singel został wydany 18 kwietnia 2024.

## Geneza utworu i historia wydania
Piosenka została napisana i skomponowana przez Arkadiusza Kłusowskiego i Macieja Sawocha, który również odpowiada za produkcję utworu.
Singel ukazał się w formacie digital download 18 kwietnia 2024 w Polsce za pośrednictwem wytwórni płytowej Polydor w dystrybucji Universal Music Polska.
W sierpniu 2024 za wykonanie singla na festiwalu Top of the Top w Sopocie utwór otrzymał nominację do nagrody Bursztynowego Słowika.

## Teledysk
Do utworu powstał teledysk w reżyserii Pawła Grabowskiego, który udostępniono 19 kwietnia 2024 za pośrednictwem serwisu YouTube.

## Lista utworów
- Digital download[2]

1. „Pop i disco” – 2:58

## Wyróżnienia
| Rok  | Konkurs                            | Kategoria          | Rezultat  | Źr.   |
| ---- | ---------------------------------- | ------------------ | --------- | ----- |
| 2024 | Top of the Top Sopot Festival 2024 | Bursztynowy Słowik | Nominacja | [ 3 ] |